# Grim Reaper
A Grim Reaper brit heavy metal együttes. 1979-ben alakultak Droitwich Spa városában. 1988-ban feloszlottak, majd 2006-tól újra aktívak. A zenekar egyike a NWOBHM (a brit heavy metal új hulláma) mozgalom képviselőinek.

## Tagok
- Steve Grimmett – ének (1982–1988, 2006–)

Koncert tagok
Jelenlegi tagok
- Ian Nash – gitár (2006–)
- Julian Hill - basszusgitár (2018–)
- Mark Pullin - dob (2018-)

Korábbi tagok
- Paul DeMercado – ének (1979–1981)
- Kevin Neale – basszusgitár (1979–1981)
- Nick Bowcott – gitár (1979–1988, 2014)
- Philip Matthews – basszusgitár (1979-1981)
- Adrian Jacques – dob (1981–1982)
- Dave Wanklin – basszusgitár (1981–1987)
- Lee Harris – dob (1982–1984)
- Mark Simon – dob (1984–1988)
- Blazing Boon Rogan – flugelhorn (1985)
- Geoff Curtis – basszusgitár (1987–1988)
- Richie Walker – basszusgitár (2006–2008)
- Pete Newdeck – dob (2006–2010)
- Mark Rumble - dob (2010–2014)
- Ritchie Yeates - gitár (2016)
- Chaz Grimaldi - basszusgitár (2008–2016)
- Mart Trail – basszusgitár (2016–2018)
- Paul 'Needles' White - dob (2014–2018)
- Marlo "Kat" Bryant - mosódeszka (1986)

## Diszkográfia
- See You in Hell (1983)
- Fear No Evil (1985)
- Rock You to Hell (1987)
- Walking in the Shadows (2016)
- At the Gates (2019)

Válogatáslemezek
- Heavy Metal Heroes (közreműködés a "The Reaper" című dallal és a korábbi felállással: Paul DeMacardo - ének, Nick Bowcott - gitár, Dave Wanklin - basszusgitár, Adrian Jacques - dob. 1981)
- See You in Hell/Fear No Evil (1999)
- Best of Grim Reaper (1999)